# Голиков, Александр Григорьевич
Александр Григорьевич Голиков (1896, Сиротинская, область Войска Донского — 10 декабря 1937, Москва) — комбриг Рабоче-крестьянской Красной Армии, участник Первой мировой и Гражданской войн.

## Биография
Родился в 1896 году в станице Сиротинская (ныне — в Иловлинском районе Волгоградской области; по другим данным — в Новохопёрске) Второго Донского округа, Области Войска Донского, в артиллерии; из казаков. По национальности русский. Служил в царской армии, участвовал в боях Первой мировой войны, дослужился до звания поручика и должности командира батареи.
В июне 1918 года добровольно пошёл на службу в Рабоче-крестьянскую Красную Армию. Первоначально был помощником начдива и начальником артиллерии 23-й стрелковой дивизии, затем сменил Ф. К. Миронова на посту начдива. С октября 1919 по декабрь 1920 командовал 7-й стрелковой дивизией. Неоднократно отличался в боях.
Приказом Революционного Военного Совета Республики № 260 в 1920 году был награждён первым орденом Красного Знамени РСФСР.
Приказом Революционного Военного Совета Республики № 353 в 1921 году был вторично награждён орденом Красного Знамени РСФСР.
С декабря 1920 начальник 15-й Сибирской кавалерийской дивизии, которая в этот период принимала участие в подавлении Тамбовского восстания 1920—1921 гг.
В марте 1921 года был арестован ВЧК по подозрению в причастности к «заговору Миронова» (был его зятем), содержался в Бутырской тюрьме, однако вскоре был освобождён и восстановлен в кадрах Рабоче-крестьянской Красной Армии. Продолжал службу в армии. Окончил военную академию. К 1937 году занимал должность помощника инспектора кавалерии РККА. Проживал в Москве.
17 июля 1937 года был арестован органами НКВД СССР по обвинению в участии в военно-фашистском заговоре. 10 декабря того же года Военная коллегия Верховного Суда СССР приговорила его к высшей мере наказания — расстрелу. Расстрелян в тот же день. Прах Голикова захоронен на полигоне «Коммунарка».
Определением Военной коллегии Верховного Суда СССР от 3 марта 1957 г. реабилитирован.

## Семья
- Жена — Голикова Александра Григорьевна
- дети Иван и Наталья